# 신진초등학교 (경남)
신진초등학교는 대한민국 경상남도 진주시에 있는 공립 초등학교이다.

## 학교 연혁
- 2000년 9월 29일: 신진초등학교 교명 및 통학구역 선정
- 2002년 3월 1일: 신진초등학교 개교

(진주 배영초등학교로부터 분리)
- 2002년 3월 5일: 입학식 및 2학급 증설(총 37학급)
- 2003년 3월 1일: 진주교육지원청 지정 교육방송 지역중심학교 운영
- 2004년 3월 1일: 진주교육지원청 지정 독서교육 시범학교 운영
- 2004년 12월 18일: 경상남도교육청 선정 좋은 책 읽기 우수학교
- 2005년 3월 1일: 48학급 편성/경상남도교육청 지정 ICT 활용 연구학교 운영(2년간)
- 2005년 10월 31일: 경상남도교육청 선정 학교체육활성화 추진 우수학교
- 2007년 3월 1일: 경상남도교육청 지정 YP 연구학교 운영
- 2007년 4월 2일: 오케스트라 창단
- 2010년 3월 1일: 경상남도교육청 지정 국어과교육 정책연구학교 운영
- 2011년 3월 1일: 경상남도교육청 지정 창의적사고력 신장 시범학교 운영
- 2015년 3월 1일: SW교육 선도학교 운영/흡연예방 솔선수범 학교 운영/7560+선도학교 운영
- 2016년 3월 1일: 진주교육지원청 지정 토박이말교육 울력학교 운영
- 2017년 3월 1일: 진주교육지원청 지정 토박이말 이끎학교 운영
- 2018년 3월 1일: 한국과학창의재단 선정 소프트웨어교육 선도학교 운영(4년간)

## 참고 자료
- 신진초등학교 - 한국교육학술정보원 학교알리미